# Gerbillus vivax
Gerbillus vivax är en däggdjursart som först beskrevs av Thomas 1902.  Gerbillus vivax ingår i släktet Gerbillus och familjen råttdjur. Inga underarter finns listade i Catalogue of Life.
Denna gnagare förekommer i Libyen. IUCN listar populationen som synonym till Gerbillus amoenus eller Gerbillus nanus.